# Sant’Eufemia (Grado)

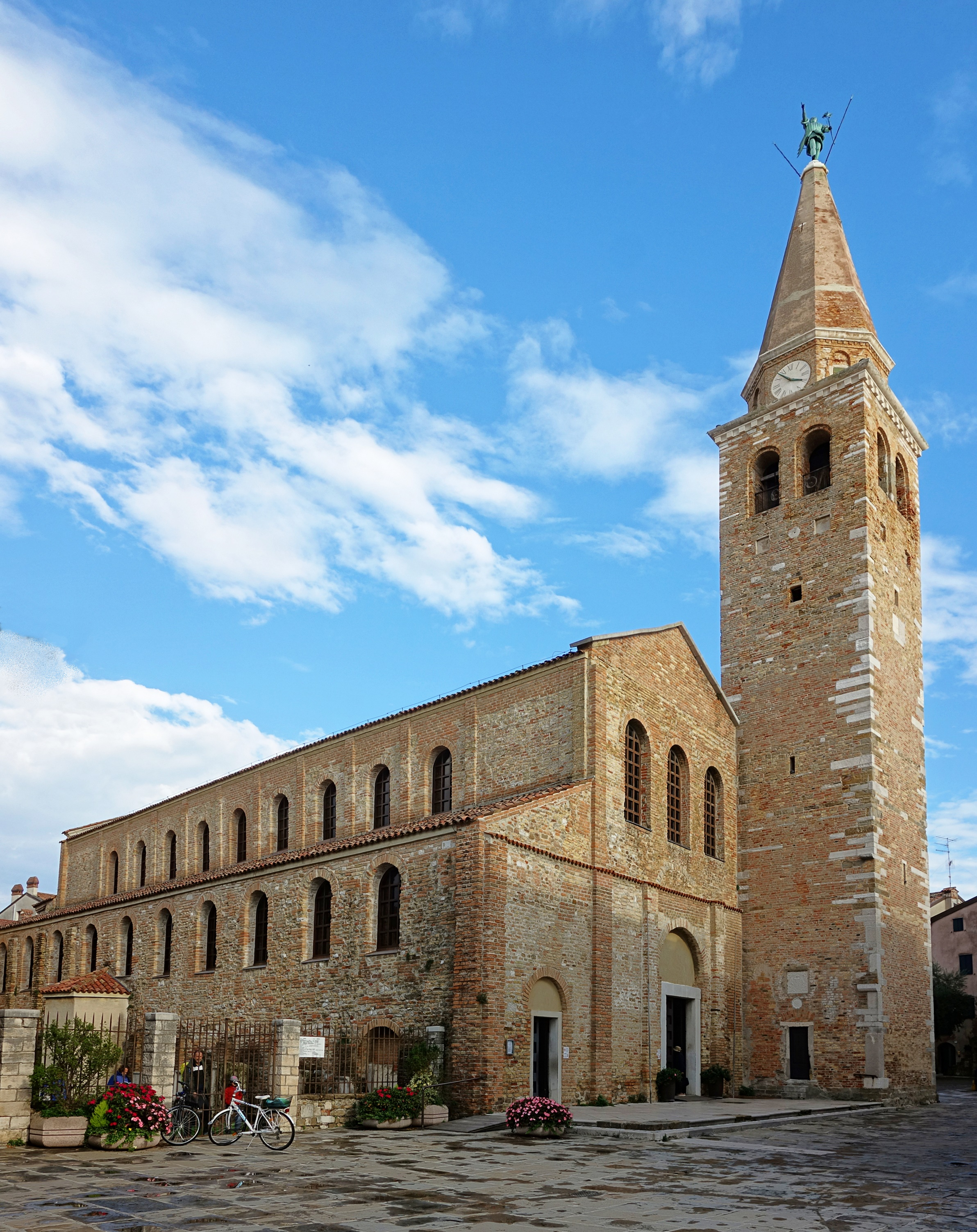
Grado, Sant’Eufemia

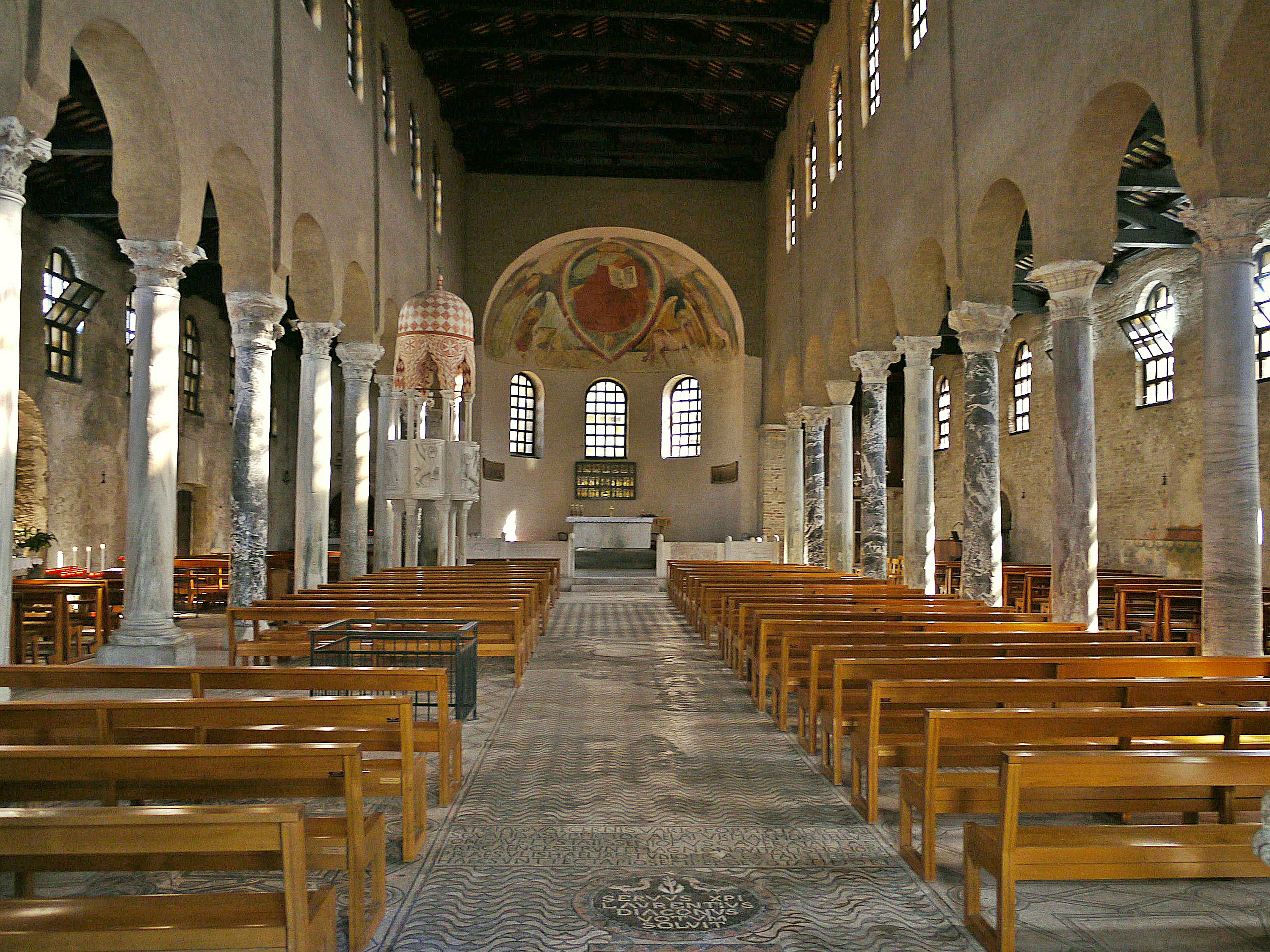
Innenraum

Sant’Eufemia ist die Hauptkirche der norditalienischen Stadt Grado und ehemalige Kathedralkirche des Patriarchen von Grado mit dem Titel einer Basilica minor. Das Gotteshaus ist ein seltenes, noch weitgehend intaktes Beispiel einer Kirche aus der Zeit der Völkerwanderung. Neben Gottesdiensten finden in der Kirche klassische Konzerte statt.

## Geschichte
Die ursprünglich an dieser Stelle errichtete einschiffige Saalkirche aus der zweiten Hälfte des 4. oder der ersten Hälfte des 5. Jahrhunderts wurde bereits von Erzbischof Nicetas von Aquileia (454–485) zu einer großen dreischiffigen Basilika erweitert. Als die Langobarden 568 im Friaul einfielen, floh Patriarch Paulus (557–569), der sich inzwischen aufgrund des Dreikapitelstreits von der Kirche in Rom getrennt und den Titel Patriarch angenommen hatte, von Aquileia auf die Halbinsel Grado. Grado wurde zum neuen Sitz des Patriarchen. Im 6. Jahrhundert initiierte Patriarch Elia (571–586) die Erweiterung des Kirchengebäudes, wodurch das Gotteshaus im Wesentlichen seine heutige Form erhielt. Nach Fertigstellung der Umbauarbeiten weihte Elia die Kirche 579 der Heiligen Euphemia von Chalkedon.
Seit den Restaurierungsarbeiten von 1949 ist Sant’Eufemia von barocken Elementen befreit und hat weitgehend wieder seine ursprüngliche Form angenommen.

Außen wird der Bau durch Lisenen gegliedert. Von der Vorhalle blieb nur eine einzige Säule erhalten, die nun isoliert auf dem Kirchplatz steht. Der Campanile mit der Bronzefigur des Erzengels Michael auf dem Dach wurde im 15. Jahrhundert errichtet.

Die dreischiffige Säulenbasilika ohne Querhaus besitzt eine innen halbrunde, außen kantige Mittelapsis und an der Front der Seitenschiffe Pastophorien. Die Kapitelle sind ganz unterschiedlich gestaltet, einige stammen aus römischen Gebäuden des 3. und 4. Jahrhunderts. Ein korinthisches Kapitell aus der ersten Hälfte des 5. Jahrhunderts, das mehrmals vorhanden ist, stammt wahrscheinlich aus einem Vorgängerbau. Das 700 Quadratmeter umfassende Bodenmosaik zeigt geometrische und pflanzliche Ornamente und enthält etwa 30 Weihinschriften mit den Namen der Stifter. Zum ersten, einschiffigen Vorgängerbau gehören die einen Meter tiefer liegenden Mosaikreste, auf die man durch Bodenöffnungen blicken kann. Ein großes Kapitell aus augusteischer Zeit dient als Weihwasserbecken. In der Kanzel sind Elemente verschiedener Stilepochen vereint: Sie wurde im späten 13. oder frühen 14. Jahrhundert gebaut, wobei die sechs Säulen römische Spolien des 5. Jahrhunderts sind und ihre Kapitelle aus dem 6. Jahrhundert stammen. Oben wird ein arabisch wirkender Baldachin von einer Kuppel gekrönt. Da die ursprünglichen Chorschranken verloren gingen, sind 1949 die jetzigen aus Marmorplatten des 6. Jahrhunderts zusammengesetzt worden. Das Fresko in der Apsiskalotte zeigt Christus in der Mandorla, Maria mit Heiligen und die Evangelistensymbole und wurde im 12. oder 13. Jahrhundert geschaffen. Das gotische, 1372 gestiftete Altarretabel aus vergoldetem Silber ist eine venezianische Arbeit.

Die Pastophorien, die einen Meter tiefer liegen, sind ebenfalls mit Mosaikfußboden bedeckt. Der linke Nebenraum war dem Heiligen Markus geweiht. Der rechte ist Beisetzungsraum für den Patriarchen Elìa und den Bischof Marcianus. Er enthält auch den Domschatz mit wertvollen Reliquienkapseln  aus dem 4. bis 14. Jahrhundert und einer byzantinischen Staurothek. Im auch mit Bodenmosaik geschmückten Raum rechts des Seitenschiffs steht ein kleiner „Bischofsstuhl“, um dessen Herkunft, Entstehungszeit und Funktion sich verschiedene Legenden ranken, der aber wahrscheinlich ein symbolischer Thron für einen Märtyrer sein sollte.   

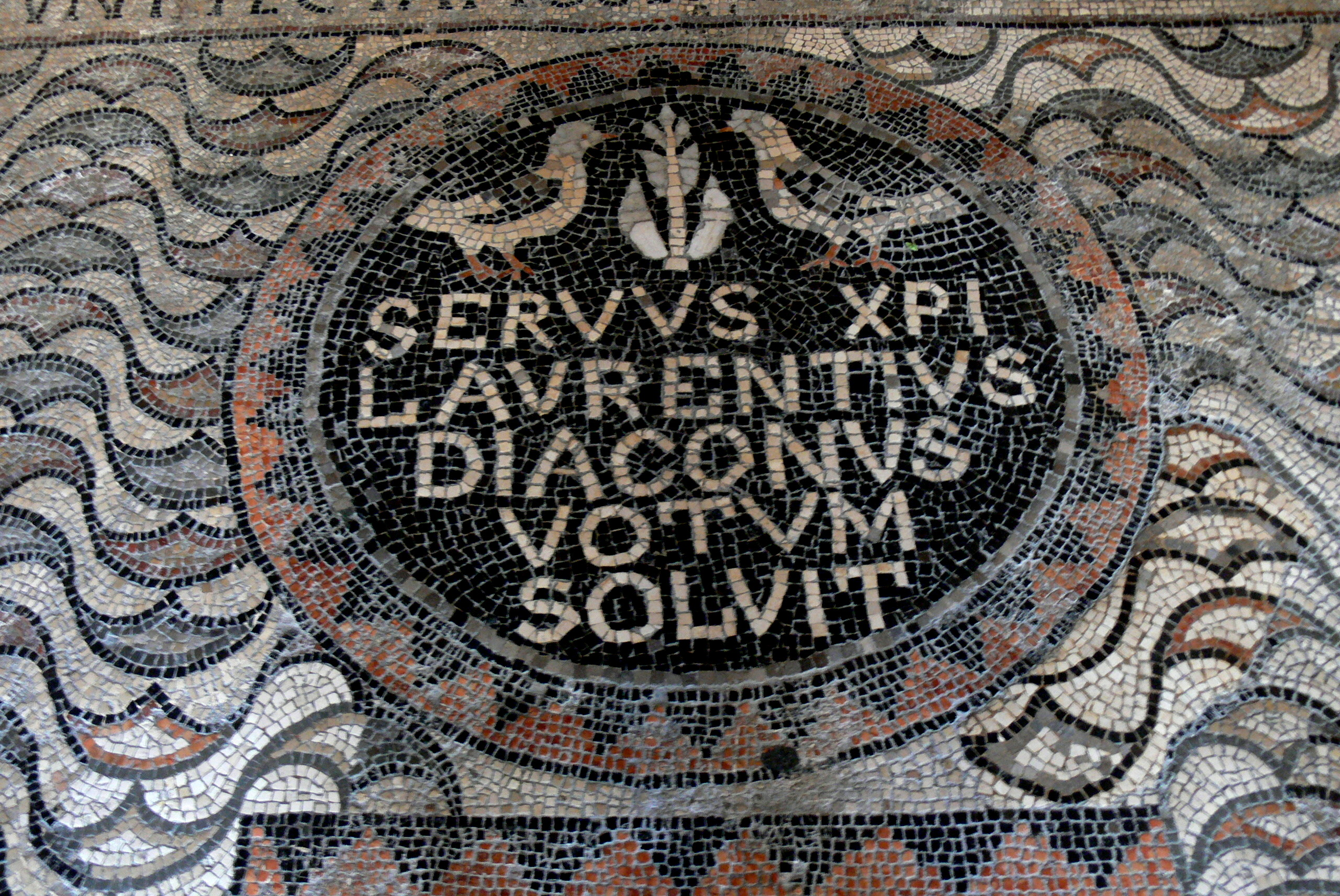
Bodenmosaik, Stifterinschrift
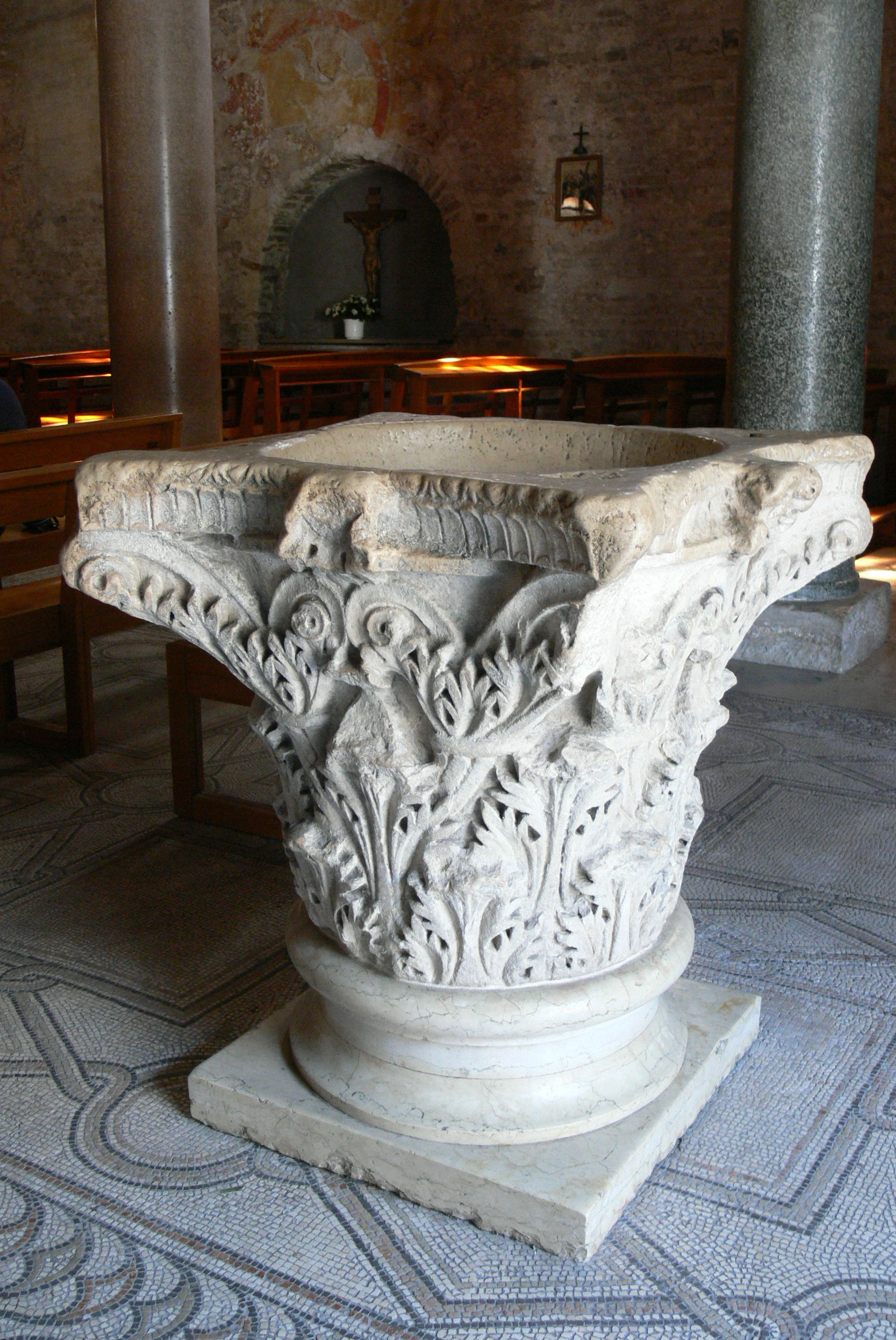
Weihwasserbecken
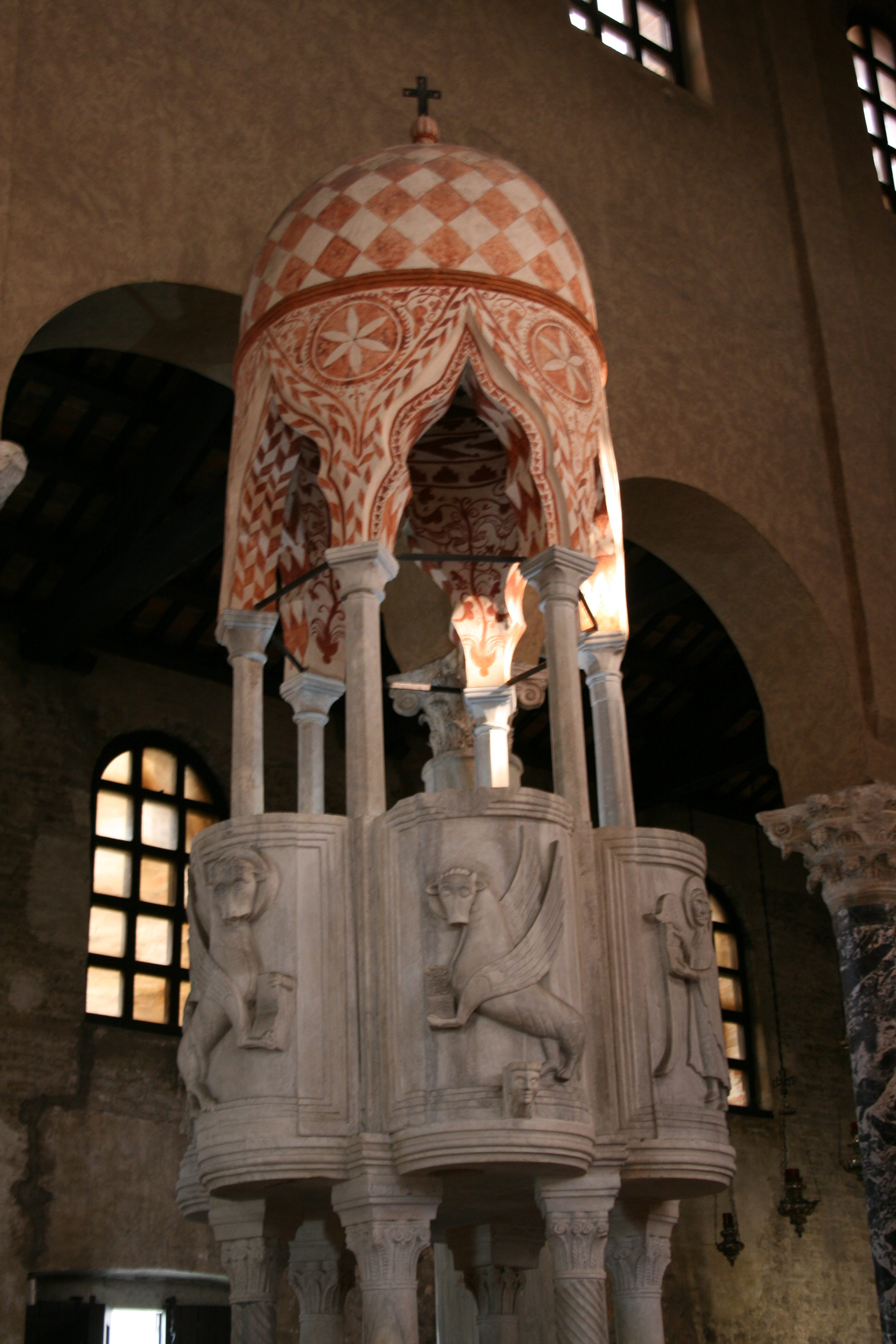
Kanzel
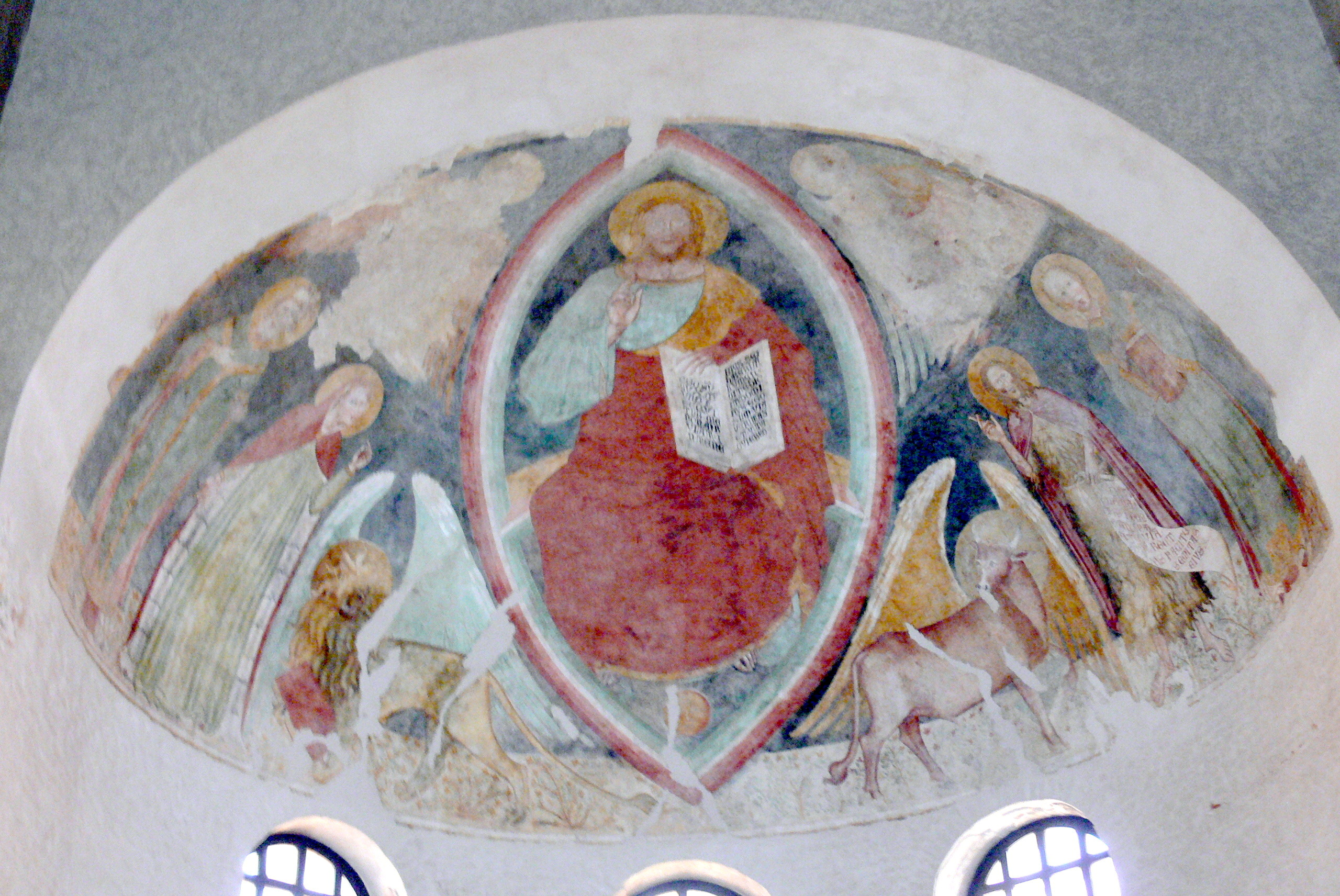
Apsisfresko
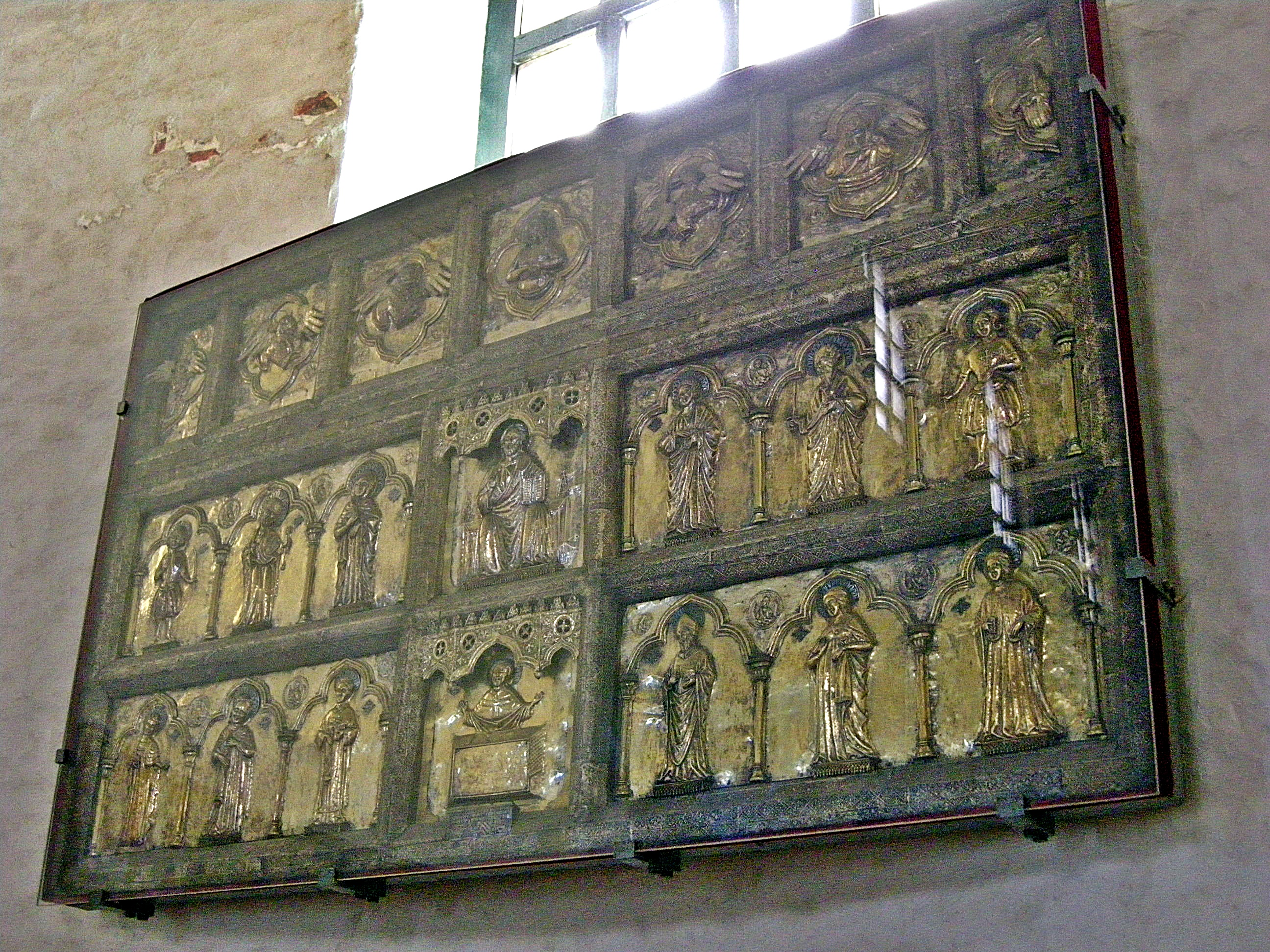
Altarbild
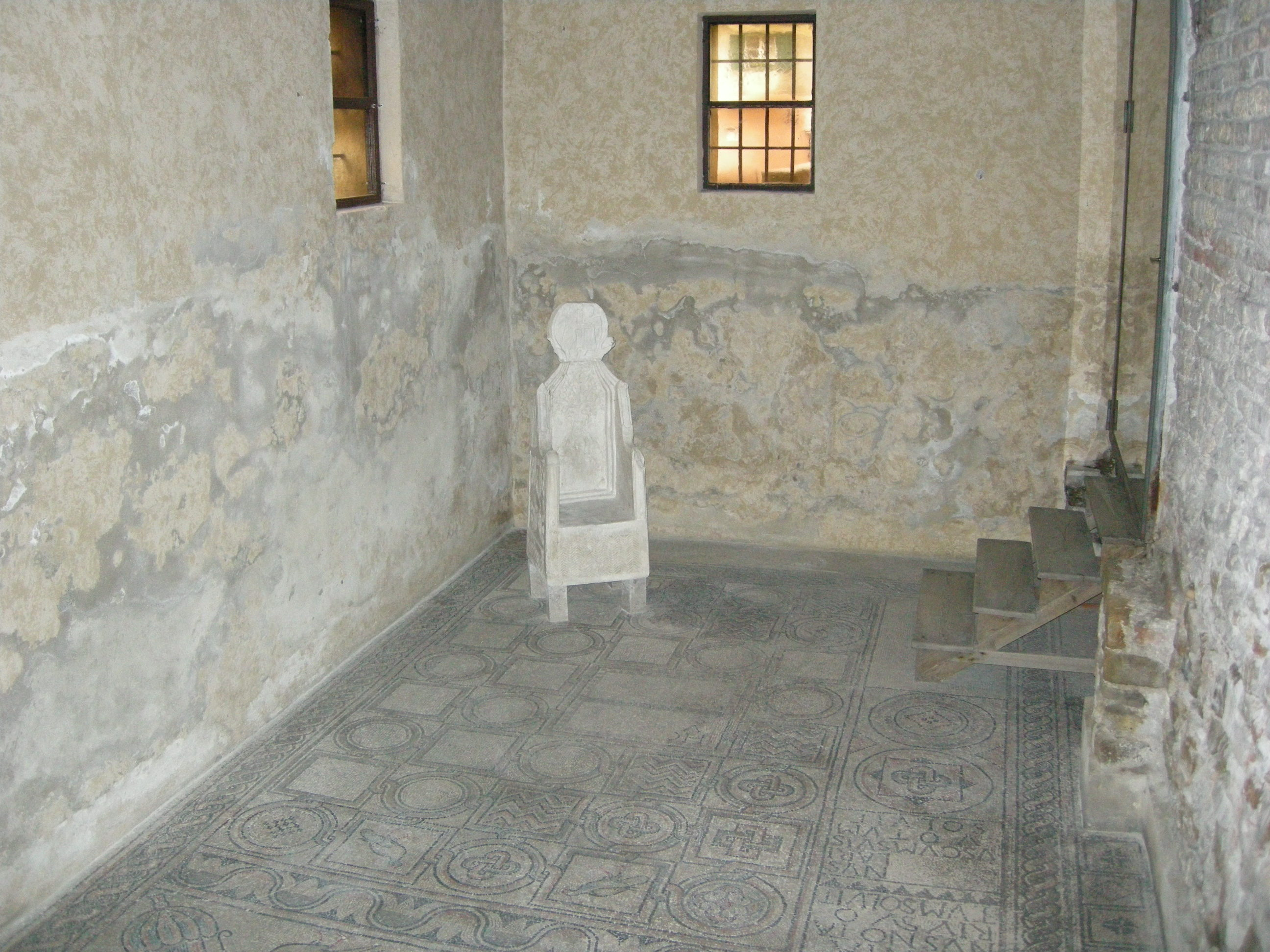
„Empfangsraum des Bischofs“
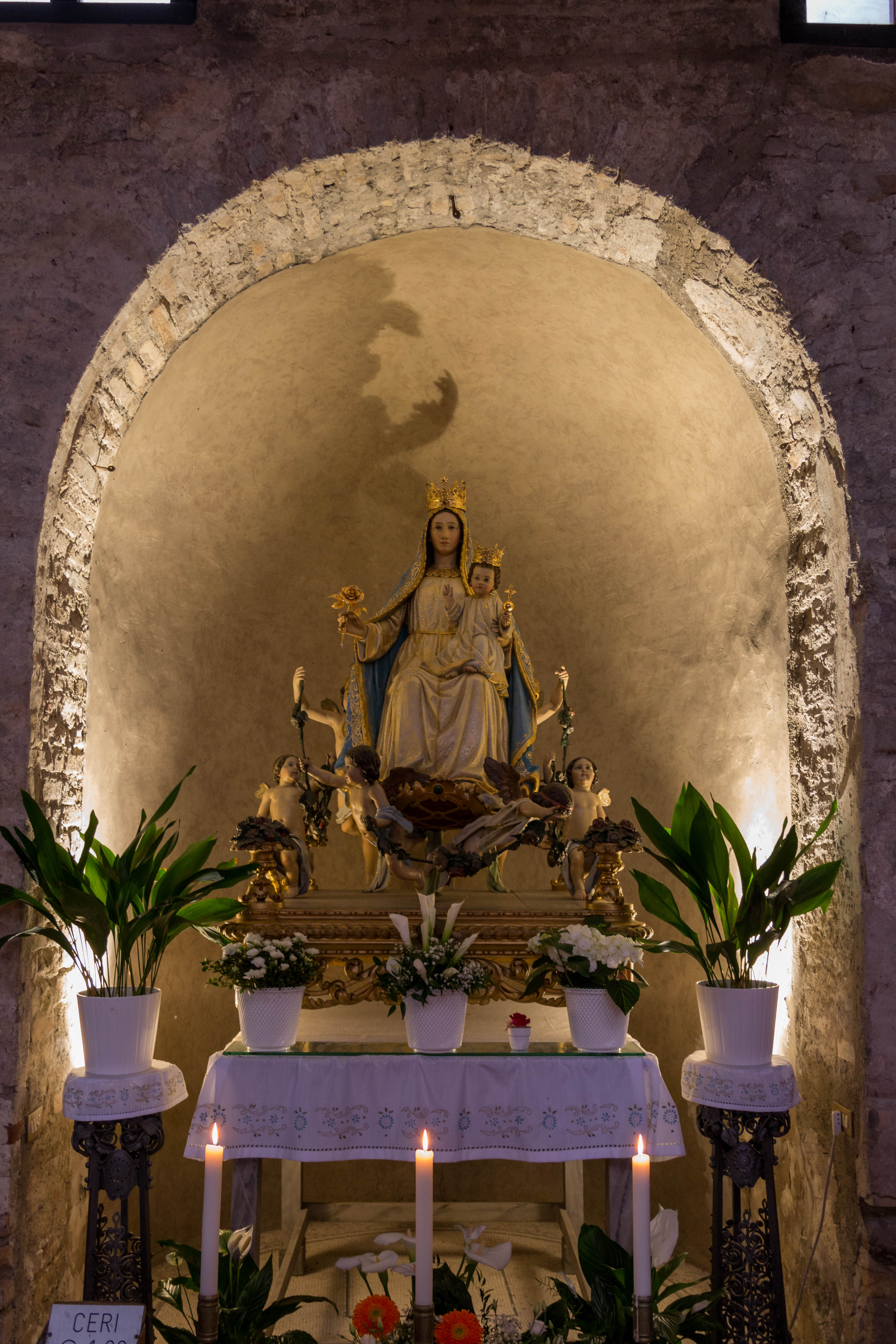